# Курков, Андрей Юрьевич
Андре́й Ю́рьевич Курко́в (укр. Андрі́й Ю́рійович Курко́в; род. 23 апреля 1961[…], Будогощь, Ленинградская область) — русский и украинский писатель, преподаватель, сценарист.

## Биография
Андрей Курков родился 23 апреля 1961 года в посёлке Будогощь Ленинградской области. С раннего детства живёт в Киеве. После школы работал завклубом, заведующим библиотекой в санатории в Пуще-Водице, делопроизводителем и «на других скромных должностях». Потом поступил на курсы японского языка — они находились в Институте информации на нынешней «Лыбедской». В 1983 г. окончил Киевский государственный педагогический институт иностранных языков. После окончания всех учебных заведений работал выпускающим редактором многотиражной газеты Киевского политеха, а потом — редактором издательства «Дніпро». В возрасте 24 лет пошёл в армию на военную службу в ряды Советской Армии: с 1985 по 1987 годы служил в Одессе в частях МВД СССР (ВВ СССР): в/ч 7445, охраняющей ИТК-14 и ИТК-74.
Писать начал ещё в старших классах школы. Первая публикация — юмореска в киевской «Рабочей газете» в 1979 году.
С 1988 года член английского Пен-клуба.
Преподавал в Белл Колледже (Кембридж, Англия), не относящемуся к Кембриджскому университету, и на кинофакультете театрального института (Киев, Украина).
Работал сценаристом на киностудии А. Довженко. Член Союза кинематографистов Украины (с 1993) и Национального союза писателей (с 1994). С 1998 — член Европейской киноакадемии и постоянный член жюри премии Европейской киноакадемии «Феликс».
Участник конгресса «Украина — Россия: диалог», прошедшего 24-25 апреля 2014 года в Киеве.

## Произведения
Все ранние произведения Курков написал на русском языке.
Сегодня он является автором 20 книг, из них 5 книг для детей.
С 1990-х годов все произведения Куркова на русском языке на Украине выходят в издательстве «Фолио» (Харьков). С 2005 года произведения Куркова в России публикуются в издательстве «Амфора» (Санкт-Петербург).
Его роман «Пикник на льду» продан на Украине тиражом 250 тысяч экземпляров — больше, чем книга любого другого современного писателя Украины. Книги Андрея Куркова переведены на 36 языков.
По его сценариям поставлено свыше 20 художественных и документальных фильмов.
В марте 2008 года роман Андрея Куркова «Ночной молочник» вошёл в «длинный список» российской литературной премии «Национальный бестселлер».

### Книги
- Не приведи меня в Кенгаракс, 1991
- 11 необыкновенностей, 1991
- Бикфордов мир, 1993
- Сказки про пылесосика Гошу, 1993
- Смерть постороннего, 1996
- Пикник на льду, 1997
- Добрый ангел смерти, 1997
- Милый друг, товарищ покойника, 2001
- Сады господина Мичурина, 2002
- География одиночного выстрела, 2003
- Последняя любовь президента, 2004
- Закон улитки (продолжение бестселлера Пикник на льду), 2005
- Любимая песня космополита, 2005
- Приключения чепухоносиков (детская книга), 2007
- Школа котовоздухоплавания (детская книга), 2007
- Игра в отрезанный палец, 2007
- Ночной молочник, 2007
- Садовник из Очакова, 2010
- Львовская гастроль Джими Хендрикса, 2012
- Почему ёжика никто не гладит, 2014
- Дневники Майдана, 2015
- Серые пчёлы, 2018
- Ёжик и подарочная путаница, 2020
- Самсон и Надежда, 2020
- Сердце — не мясо, 2021

### Сценарии
- 1990 — Выход
- 1990 — Яма
- 1992 — Воскресное бегство
- 1992 — Ночь о любви
- 1993 — Елисейские поля
- 1993 — Клякса
- 1996 — Смерть постороннего
- 1997 — Приятель покойника

## Награды
Награждён Орденом Почётного Легиона Франции (8 апреля 2014 г.).

## Семья
Состоит в браке с Элизабет Шарп (консультант в Британском совете Украины), из-за чего перешёл в протестантизм (церковь «Новый Иерусалим»), воспитывает троих детей. Живёт в Киеве. 